# Astragalus keminensis
Astragalus keminensis là một loài thực vật có hoa trong họ Đậu. Loài này được Isakov miêu tả khoa học đầu tiên.